# Vollstrahl
Als Vollstrahl bezeichnet man die gebündelte Abgabe einer Flüssigkeit. Erzeugt werden Vollstrahlen durch Düsen, durch welche die Flüssigkeit unter Druck geleitet wird.

## Vollstrahl in der Brandbekämpfung
In der Brandbekämpfung wird der Vollstrahl von der Feuerwehr eingesetzt um einen Brandherd punktuell zu bewässern. Für die Erzeugung eines Vollstrahls mit einem Mehrzweckstrahlrohr wird das Absperrorgan üblicherweise in Richtung Strahlrohrausgang gedreht.

### Anwendungsbereiche
- Normalfall: Brände der Brandklasse A
- Sonderfall: Brände der Brandklasse C

### Vorteile des Vollstrahls
- Große Wurfweite (ca. 30 m bei einem B-Mehrzweckstrahlrohr ohne Mundstück und 5 bar Druck)
- Hohe Auftreffwucht (mechanische Wirkung), dadurch große Eindringtiefe in das Brandgut

### Nachteile des Vollstrahl
- Geringere Abkühlung, da durch die Bündelung weniger Wasser zum Verdampfen gebracht wird
- Höherer Wasserschaden, deshalb gezielte und dosierte Wasserabgabe sinnvoll
- Gefahr einer Staubexplosion, wenn der Löschwasserstrahl auf feinverteilte, feste, brennbare Stoffe trifft

### Praxis
In der Praxis der Gebäudebrandbekämpfung überwiegen die Nachteile des Vollstrahls, vor allem der so entstehende Wasserschaden. Deshalb werden Feuer nach Möglichkeit nur dann mit Vollstrahl bekämpft, wenn der entstehende Schaden gering ist (z. B. Waldbrände) oder wenn der Wasserschaden den Brandschaden nicht mehr übersteigen kann (Vollbrand mit Unmöglichkeit eines Innenangriffs).